# Concile de Compiègne
Le concile de Compiègne réuni en 757 s'est prononcé sur le mariage.

## Historique
L'existence à Compiègne d'un palais royal et de l'abbaye de Saint-Corneille y permit la réunion de nombreux conciles : le premier, composé de cent-vingt évêques ou abbés, fut convoqué par Pépin le Bref en mai 757. 
Parmi les participants, on peut citer notamment le duc Tassilon III de Bavière, l'ambassadeur de l'empereur de Byzance, les évêques Déomart de Nantes, Jacob de Toul, Chrodegang de Metz, Adalfrid de Noyon, Loup II de Sens, Fulcharius de Tongres (Liège), Vulfran de Meaux, Herineus de Besançon, Mégingaud de Wûrzbourg, Eusèbe de Tours, Sidonius de Constance, Sadrius d'Angers, Déofrid de Paris… et plusieurs autres dont nous ne connaissons pas les diocèses. À noter aussi la présence des deux légats du pape : l'évêque Georges d'Ostie et le sacellaire Jean. 

## Canons
Les 18 canons de ce concile concernent presque tous le mariage :
1. Permet les mariages au quatrième degré et les défend au troisième.
2. Si l'une des deux parties qui ont contracté mariage au troisième degré vient à mourir, celle qui survit ne pourra se remarier à une autre.
3. Si une femme prend le voile sans la permission de son mari, il est au pouvoir du mari de la reprendre et d'en user avec elle comme auparavant.
4. Si une fille mariée malgré elle quitte son mari, ses parents peuvent la donner à un autre mari.
5. Un mariage contracté avec un esclave, homme ou femme, que l'on croyait libre, ne subsiste point.
6. Un vassal marié malgré lui par un seigneur n'est pas obligé de demeurer avec sa femme.
7. Celui qui ayant épousé une femme qui a été corrompue par son frère et qui l'a quittée pour en épouser une autre qu'on trouve pareillement corrompue, ne peut quitter cette seconde femme parce que lui-même n'est plus vierge, et s'il en épouse une troisième, il sera obligé de la quitter pour retourner avec la seconde et la dernière pourra se marier avec qui elle voudra.
8. La femme légitime qui s'est laissé corrompre par le frère de son mari, ne pourra jamais se marier, non plus que son adultère ; et le mari de cette femme pourra, s'il veut, épouser une autre[2].
9. Celui qui a été baptisé par un prêtre non baptisé ; si le nom de la Sainte Trinité a été invoqué dans son baptême, le baptême est valide ; mais il faut lui imposer les mains (et lui donner la Confirmation).
10. Si un père corrompt une fille qui dans la suite devienne la femme de son fils, le père et  la fille ne pourront plus après cela contracter aucun mariage ; et le fils qui l'a épousée sans savoir ce qui était arrivé peut prendre une autre femme.
11. Une femme (libre) qui a pris le voile ne pourra plus le quitter
12. Celui qui dans la Confirmation a servi de parrain à son gendre où à sa belle fille, sera séparé de sa femme et n'en pourra épouser une autre.
13. Celui qui aura permis à sa femme d'entrer dans un Monastère ou de prendre le voile pour vivre hors le Monastère, pourra prendre une autre femme légitime ; et réciproquement, une femme dont le mari se sera retiré dans un Monastère pour y vivre en Religieux pourra prendre un autre mari.
14. Celui qui aura eu un commerce criminel avec la mère et la fille à l'insu l'une de l'autre ; si cet homme se marie dans la suite, il sera obligé de quitter sa femme et celle-ci pourra épouser un autre homme. La mère et la fille avec qui il aura en commerce, de la manière que nous l'avons dit, pourront se marier à qui elles voudront. Mais si elles viennent à découvrir l'infamie qui s'est passée, elles seront obligées de quitter leur mari et de faire pénitence et leurs maris pourront épouser d'autres femmes.
15. De la même manière, si deux sœurs ont eu un commerce criminel avec un homme à l'insu l'une de l'autre et que l'homme épouse l'une des deux sœurs, il sera obligé de la quitter et de demeurer dans le célibat jusqu'à la mort. que si ces deux sœurs ne savent pas ce qui s'est passée à l'égard l'une de l'autre, elles demeureront avec les maris qu'elles auront épousé et si elles viennent à découvrir le commerce honteux que cet homme a eu avec elles, elles quitteront leurs maris et feront pénitence.
16. Un homme lépreux qui a une femme saine peut lui donner permission d'épouser un autre homme et cette femme peut user de cette permission ; et réciproquement, une femme lépreuse peut donner même liberté à son mari.
17. Si une femme se plaint que son mari ne lui rend pas le devoir conjugal, on s'en rapportera au témoignage du mari.
18. Celui qui par une haine mortelle abandonne sa femme et se retire dans un autre pays, ne pourra se marier à une autre femme.